# Амхерст, Уильям (британский офицер)
Уильям Амхерст (англ. William Amherst 5 февраля 1732, Севенокс — 13 мая 1781, Кент) — британский военный офицер, командующий войсками в Битве при Сигнал-Хилл. Генерал-лейтенант.

## Семья
Уильям Амхерст родился в семье юристов Джефри Амхерста и Элизабет Керрил. Братья Уильяма Амхерста также служили британской короне — лорд Джеффри Амхерст, 1-й барон Амхерст и адмирал Джон Амхерст. Женился на Элизабет Паттерсон, один из их детей Уильям Амхерст получил титул графа и стал генерал-губернатором Индия.

## Семилетняя война
Уильям Амхерст поступил на военную службу в первый пехотный гвардейский полк в 1755 году в звании прапорщика. В звании подполковника Амхерст сыграл важную роль на заключительном этапе Семилетней войны. В 1762 году британский экспедиционный отряд высадился в Ньюфаундленде с целью отбить форт Сент-Джонс захваченный ранее французами. Нападение англичан стало неожиданностью, они с лёгкостью разбили французов в Битве у Сигнал-Хилл, укрывшиеся в форте французы по приказу своего командующего шевалье де Тернэ сдались спустя три дня.

## Последующая карьера
В 1766 году Амхерст стал членом парламента от города Хит, в 1768 году от города Лонсестон.
В 1769 году он купил землю в Райд на острове Уайт и построил там дом, своё поместье он назвал в честь св. Иоанна в ознаменование своей победы на Ньюфаундленде. Окрестности возле его поместья до сих пор известны под этим названием.
В 1778 году он был назначен на должность Адъютант-генерала. В 1779 году получил звание Генерал-лейтенанта соответствовавшее новой должности.
Скончался в 1781 году.